# Joel Savage
Joel Savage (* 25. Dezember 1969 in Surrey, British Columbia) ist ein ehemaliger kanadischer Eishockeyspieler, der in der National Hockey League für die Buffalo Sabres sowie in der DEL für die Starbulls Rosenheim, die Frankfurt Lions und die Adler Mannheim spielte.

## Spielerkarriere
Der 1,80 m große Flügelstürmer begann seine Karriere bei den Kelowna Packers in der British Columbia Junior Hockey League und wechselte dann zu den Victoria Cougars in die kanadische Top-Juniorenliga Western Hockey League. Beim NHL Entry Draft 1988 wurde er schließlich als 13. in der ersten Runde von den Buffalo Sabres ausgewählt (gedraftet).
Seine einzigen drei NHL-Einsätze absolvierte der Rechtsschütze dann in der Saison 1990/91, die restliche Zeit in Nordamerika verbrachte er bei verschiedenen Farmteams in der American Hockey League und der IHL. 1995 wechselte der Kanadier in die DEL zu den Starbulls Rosenheim, für die er zwei Jahre lang auf dem Eis stand und die er dann in Richtung Frankfurt Lions verließ. Seine letzte Station in Deutschland waren die Adler Mannheim in der Saison 1999/00. Im November 1999 war ein Dopingtest bei Savage positiv auf Pseudoephedrin und er wurde für einen Monat gesperrt.
Dann unterschrieb der Stürmer einen Vertrag beim Schweizer Erstligisten HC Lugano. Seine Karriere beendete Joel Savage nach der Saison 2003/04 beim EV Zug.

## Erfolge und Auszeichnungen
- 1992 Spengler-Cup-Gewinn mit dem Team Canada

## Karrierestatistik
(Legende zur Spielerstatistik: Sp oder GP = absolvierte Spiele; T oder G = erzielte Tore; V oder A = erzielte Assists; Pkt oder Pts = erzielte Scorerpunkte; SM oder PIM = erhaltene Strafminuten; +/− = Plus/Minus-Bilanz; PP = erzielte Überzahltore; SH = erzielte Unterzahltore; GW = erzielte Siegtore; 1 Play-downs/Relegation; Kursiv: Statistik nicht vollständig)